# Производная Пинкерле
В математике, производная Пинкерле  T’ линейного оператора T:K[x] → K[x] на векторном пространстве многочленов от переменной x над полем K это коммутатор оператора T с умножением на x в алгебре эндоморфизмов End(K[x]). T.e. T’ является ещё одним линейным оператором T’:K[x] → K[x]
{\displaystyle T':=[T,x]=Tx-xT=-\operatorname {ad} (x)T.}
Более подробно, на многочлене {\displaystyle p(x)} этот оператор действует следующим образом:
{\displaystyle T'\{p(x)\}=T\{xp(x)\}-xT\{p(x)\}\qquad \forall p(x)\in \mathbb {K} [x].}
Названа в честь итальянского математика Сальваторе Пинкерле.

## Свойства
Производная Пинкерле, как и любой коммутатор, является дифференцированием, удовлетворяющим правилу произведения и суммы: для любых линейных оператора {\displaystyle \scriptstyle S} и {\displaystyle \scriptstyle T}, принадлежащих {\displaystyle \scriptstyle \operatorname {End} \left(\mathbb {K} [x]\right)}, выполняется
1. {\displaystyle \scriptstyle {(T+S)^{\prime }=T^{\prime }+S^{\prime }}} ;
2. {\displaystyle \scriptstyle {(TS)^{\prime }=T^{\prime }\!S+TS^{\prime }}} где {\displaystyle \scriptstyle {TS=T\circ S}} является композицией операторов ;

Также {\displaystyle \scriptstyle {[T,S]^{\prime }=[T^{\prime },S]+[T,S^{\prime }]},} где {\displaystyle \scriptstyle {[T,S]=TS-ST}} — обычная скобка Ли, что следует из тождества Якоби.
Обычная производная, D = d/dx, является оператором на многочленах. Прямое вычисление показывает, что её производная Пинкерле равна
{\displaystyle D'=\left({d \over {dx}}\right)'=\operatorname {Id} _{\mathbb {K} [x]}=1.}
По индукции, эта формула обобщается до
{\displaystyle (D^{n})'=\left({{d^{n}} \over {dx^{n}}}\right)'=nD^{n-1}.}
Это доказывает, что производная Пинкерле дифференциального оператора
{\displaystyle \partial =\sum a_{n}{{d^{n}} \over {dx^{n}}}=\sum a_{n}D^{n}}
также является дифференциальным оператором, так что производная Пинкерле есть дифференцирование {\displaystyle \scriptstyle \operatorname {Diff} (\mathbb {K} [x])}.
Оператор сдвига
{\displaystyle S_{h}(f)(x)=f(x+h)}
может быть записан
{\displaystyle S_{h}=\sum _{n=0}{{h^{n}} \over {n!}}D^{n}}
с помощью формулы Тейлора. Тогда его производная Пинкерле равняется
{\displaystyle S_{h}'=\sum _{n=1}{{h^{n}} \over {(n-1)!}}D^{n-1}=h\cdot S_{h}.}
Другими словами, операторы сдвига есть собственные векторы производной Пинкерле, чей спектр есть все пространство скаляров {\displaystyle \scriptstyle {\mathbb {K} }}.
Если T инвариантен к сдвигу, то есть если T коммутирует с Sh или {\displaystyle \scriptstyle {[T,S_{h}]=0}}, мы также имеем: {\displaystyle \scriptstyle {[T',S_{h}]=0}}, так что {\displaystyle \scriptstyle T'} также является инвариантным к тому же сдвигу {\displaystyle \scriptstyle h}.
Дельта-оператор дискретного времени
{\displaystyle (\delta f)(x)={{f(x+h)-f(x)} \over h}}
это оператор
{\displaystyle \delta ={1 \over h}(S_{h}-1),}
чья производная Пинкерле — оператор сдвига {\displaystyle \scriptstyle {\delta '=S_{h}}}.